# Septylion
Septylion – liczba 1042, czyli jedynka i 42 zera w zapisie dziesiętnym.
W krajach stosujących tzw. krótką skalę (głównie kraje anglojęzyczne) septylion oznacza 1024, czyli kwadrylion w pozostałych krajach.
W układzie SI mnożnikowi 1042 nie odpowiada żaden przedrostek jednostki miary.